# آتنا (اورگن)
آتنا (به انگلیسی: Athena) شهری در شهرستان یومتیلا ایالت اورگن است و در سرشماری سال ۲۰۱۱ میلادی، ۱٬۱۲۶ نفر جمعیت داشته که نسبت به سال ۲۰۱۰، −۰٫۰۹ درصد رشد جمعیت داشته‌است.